# Coupe du monde de patinage de vitesse sur piste courte 2017-2018
Navigation
Édition précédente Édition suivante

Les coupes du monde de l'International Skating Union servent de qualifications aux épreuves de patinage de vitesse sur piste courte aux Jeux olympiques de 2018.

## Déroulement
Les manches du circuit de la saison 2017-2018 sont :
- 28-29 septembre 2017, Budapest[1]
- 7-8 octobre 2017, Dordrecht[2]
- 9-12 novembre 2017, Shanghai
- 16-19 novembre 2017, Séoul

## Résultats

### Coupe du monde à Budapest
La première manche du circuit de coupe du monde de l'ISU se déroule du 28 septembre au 1 octobre 2017 à Budapest. Les patineurs sud-coréens y gagnent 3 des 4 médailles d'or la première journée et 7 des 12 places de podium au total.
| Distance       | Gagnant            | Second         | Troisième      |
| 500 m          | Shaolin Sandor Liu | Lim Hyo Jun    | Hwang Dae Heon |
| 1 000 m        | Lim Hyo Jun        | Hwang Dae Heon | Tianyu Han     |
| 1 500 m        | Lim Hyo Jun        | Hwang Dae Heon | Sjinkie Knegt  |
| 5 000 m relais | Canada             | Chine          | Japon          |

| Distance       | Gagnante       | Seconde         | Troisième      |
| 500 m          | Choi Min-jeong | Arianna Fontana | Shim Suk-Hee   |
| 1 000 m        | Choi Min-jeong | Kim Boutin      | Elise Christie |
| 1 500 m        | Choi Min-jeong | Kim Boutin      | Deanna Lockett |
| 3 000 m relais | Corée du Sud   | Canada          | Russie         |

### Coupe du monde à Dordrecht
La deuxième manche du circuit de coupe du monde de l'ISU se déroule du 6 au 8 octobre 2017 à Dordrecht, aux Pays-Bas.
| Distance       | Gagnant        | Second             | Troisième       |
| 500 m          | Samuel Girard  | Sjinkie Knegt      | Hwang Dae Heon  |
| 1 000 m        | Sjinkie Knegt  | Samuel Girard      | Seo Yi-Ra       |
| 1 500 m        | Hwang Dae Heon | Shaolin Sandor Liu | Charles Hamelin |
| 5 000 m relais | Canada         | Pays-Bas           | Chine           |

| Distance       | Gagnante           | Seconde           | Troisième         |
| 500 m          | Marianne St-Gelais | Kim Boutin        | Martina Valcepina |
| 1 000 m        | Shim Suk-hee       | Suzanne Schulting | Lee Yu-Bin        |
| 1 500 m        | Choi Min-jeong     | Valerie Maltais   | Shim Suk-Hee      |
| 3 000 m relais | Chine              | Corée du Sud      | Canada            |

### Coupe du monde à Shanghai
La troisième manche du circuit de coupe du monde de l'ISU se déroule du 9 au 12 novembre 2017 à Shanghai, en Chine.
| Distance       | Gagnant        | Second             | Troisième    |
| 500 m          | Wu Dajing      | Seo Yi-Ra          | Kim Do-kyoum |
| 1 000 m        | Wu Dajing      | Shaolin Sandor Liu | Shaoang Liu  |
| 1 500 m        | Hwang Dae-Heon | Sjinkie Knegt      | Kim Do-kyoum |
| 5 000 m relais | États-Unis     | Corée du Sud       | Canada       |

| Distance       | Gagnante     | Seconde            | Troisième          |
| 500 m          | Kim Boutin   | Arianna Fontana    | Sofia Prosvirnova  |
| 1 000 m        | Kim Boutin   | Marianne St-Gelais | Arianna Fontana    |
| 1 500 m        | Shim Suk-hee | Choi Min-jeong     | Marianne St-Gelais |
| 3 000 m relais | Corée du Sud | Chine              | Italie             |

### Coupe du monde à Séoul
La quatrième manche du circuit de coupe du monde de l'ISU se déroule du 16 au 19 novembre 2017 à Séoul, en Corée du Sud.
| Distance       | Gagnant            | Second             | Troisième     |
| 500 m          | Wu Dajing          | Shaolin Sandor Liu | Shaoang Liu   |
| 1 000 m        | Shaolin Sandor Liu | Hwang Dae-Heon     | Samuel Girard |
| 1 500 m        | Charles Hamelin    | Hwang Dae-Heon     | J.R. Celski   |
| 5 000 m relais | Corée du Sud       | Pays-Bas           | États-Unis    |

| Distance       | Gagnante       | Seconde        | Troisième         |
| 500 m          | Elise Christie | Choi Min-jeong | Martina Valcepina |
| 1 000 m        | Choi Min-jeong | Kim Boutin     | Yara van Kerkhof  |
| 1 500 m        | Choi Min-jeong | Shim Suk-Hee   | Kim Boutin        |
| 3 000 m relais | Pays-Bas       | Russie         | Corée du Sud      |